# ABP inc.
有限会社アジア・ビジネス・パートナーズ（Asia Business Partners Inc.）は、東京都渋谷区に本社を置く日本のモデルエージェンシー、芸能プロダクション。対外的にはABP inc.の表記で通している。

## 沿革・概要
1998年11月、東京都渋谷区広尾5-8-12 広尾飯田ビル4Fに設立。ABPは商号である「アジア・ビジネス・パートナーズ」（Asia Business Partners）の略。設立当初は男性タレントも所属していたが、近年は女性専門の芸能プロダクション、モデルエージェンシーとして経営している。だが数年前から男性タレントも所属するようになった。

### 事務所の所在地変遷
東京都渋谷区広尾5-8-12 広尾飯田ビル4F → 東京都渋谷区上原3-18-1 シルエット代々木上原202号 → 東京都渋谷区渋谷2-10-14 青山アルファビル3F →東京都渋谷区恵比寿西2-3-2 NSビル6F。

## 所属タレント
| - 貫地谷しほり - 内田慈 - 小島藤子 - 田中美保 - 近野成美 - 渡辺早織 - 辻凌志朗 - 原タカアキ | - 遠谷比芽子 - 奈津子 - 松尾薫 - 藤井祥子 - 伊嵜充則 - 田中章 |

| - 桜めい - 麻里 - 樹里 - 小林よう（別名：小林瑤） - 留奥麻依子 - 橋本詩菜 - メイ・パクディ - 田中茉里愛 - 近藤佑帆 - 島村みやこ - 尾崎衣知子 - 荒川結奈 - 大澤アリア - CLARE - 川内ネネ - 小出薫 - 岩元ライラ - MIO | - YAE - 澤田園子 - 東條咲子 - 新井優花 - 平川葵子 - 遠乃おと - 田所千愛 - 蛯名アイル - 芹澤しずか - 平大路えみ - 山戸絵里子 - 吉村そら - 平田あいり - 長崎すみれ - 横田真悠 - 浅野夕海 - NANA（hair make up artist） - 小山留生 - 外山史織 - 田口乙葉 |

## かつて所属していたタレント
| - 秋山奈々 - イソナ - 岩泉美帆 - 奥浜レイラ - 加藤昌子 - 川口アリサ（別名：川口杏伶里） - 小澤真利奈 - 紺野ゆり - 長山浩己 - 藤井悠 - 村上真由 - 望月里美 - JOSI |  | - LISSA - 山崎真実 - 正田貴美佳 - 橋本智美 - 加藤侑紀 - 空美 - 心愛 - 河合美智子 - 小林亜実 - ジェイミー夏樹 - 七海エリー - 原望奈美 |